# 美國駐荷蘭大使館
美國駐海牙大使館（荷蘭語：Ambassade van de Verenigde Staten van Amerika in Den Haag）是美國駐荷蘭的外交使馆。它位於瓦瑟纳尔的約翰亞當斯公園1號，位於海牙市邊界上。
現時位於瓦塞納的美國大使館大樓於2018年1月29日開放，取代了1959年7月4日在海牙的Lange Voorhout 102號前大使館大樓。它包括了美國駐荷蘭外交使團近60年。海牙市中心的這座建築由建築師马塞尔·布劳耶設計，2017年被指定為國家紀念碑。
美國著名人物，如前總統約翰·亞當斯和約翰·昆西·亞當斯、休伊溫將軍和伊拉克特使保罗·布雷默曾擔任美國駐荷蘭大使的職務。